# Анналы
Анна́лы (множественное число, лат. annales от annus — год) — погодовые записи событий, связанных с жизнью города, области или страны. Наиболее известное произведение с этим названием принадлежит Тациту (см. «Анналы» Тацита).
В современном языке слово «анналы» часто используется в значении «хроника», запись значительных событий. В этом смысле выражение «вошёл в анналы» синонимично выражению «вошёл в историю».
Со слова «анналы» начинаются названия многих научных журналов: например, «Анналы хирургии» и «Анналы хирургической гепатологии».

## Летописание в Древнем мире
Анналы имелись уже у египтян, шумеров, персов, китайцев, древних греков (ώρα). У историков древней Греции форма анналов была распространена до Геродота.
Своё настоящее название анналы получили у римлян. Материалом для древнейших римских анналов послужили записи жрецов (Commentarii Pontificum) на деревянных досках, покрытых гипсом, с ежегодной пометкой консулов. Эти доски выставлялись для всеобщего сведения, на них записывались важнейшие события: имена высших чиновников, солнечные и лунные затмения, знамения и другие, позднее — сведения о повышении цен, о войнах и т. д.
Древнейшие записи, по-видимому, погибли при пожаре Рима в 387 г. до н. э. во время нашествия галлов, но затем были восстановлены по памяти и продолжены. Около 130 г. до н. э. анналы были сведены Публием Муцием Сцеволой в сборник из 80 книг под названием «Великих анналов» (Annales maximi). Ведение официальных анналов Римской республики прекратилось между 123 и 114 гг. до н. э.
Хотя древнеримские анналы до нас не дошли, ими пользовались как источником многие римские историки (например, Тит Ливий), которые, подобно Тациту, также иногда давали своим сочинениям название и форму анналов.

## Средние века
Большое распространение анналы получили в средние века, когда почти каждый крупный монастырь вёл свои погодовые записи. Такие средневековые анналы исторически развились из кратких записей на полях таблиц, определяющих даты празднования христианской Пасхи в разные годы.
Анналы королевства франков, описывающие историю Франкского государства с 741 по 829 годы, являются основным источником по всему периоду правления Карла I Великого и первой половине правления Людовика I Благочестивого. Эти анналы сохранились во множестве рукописей, став основой для позднейших анналов, из которых основные — Сен-Бертинские анналы (830—882) для Западно-Франкского королевства и Фульдские анналы (860—901) для Восточно-Франкского королевства. Немалую ценность представляют также Ксантенские анналы (790—873), Ведастинские анналы (874—900), Большие Санкт-Галленские анналы (709—1056), Ангулемские анналы (814—991) и др.